# Helene Charlotte von Friedland

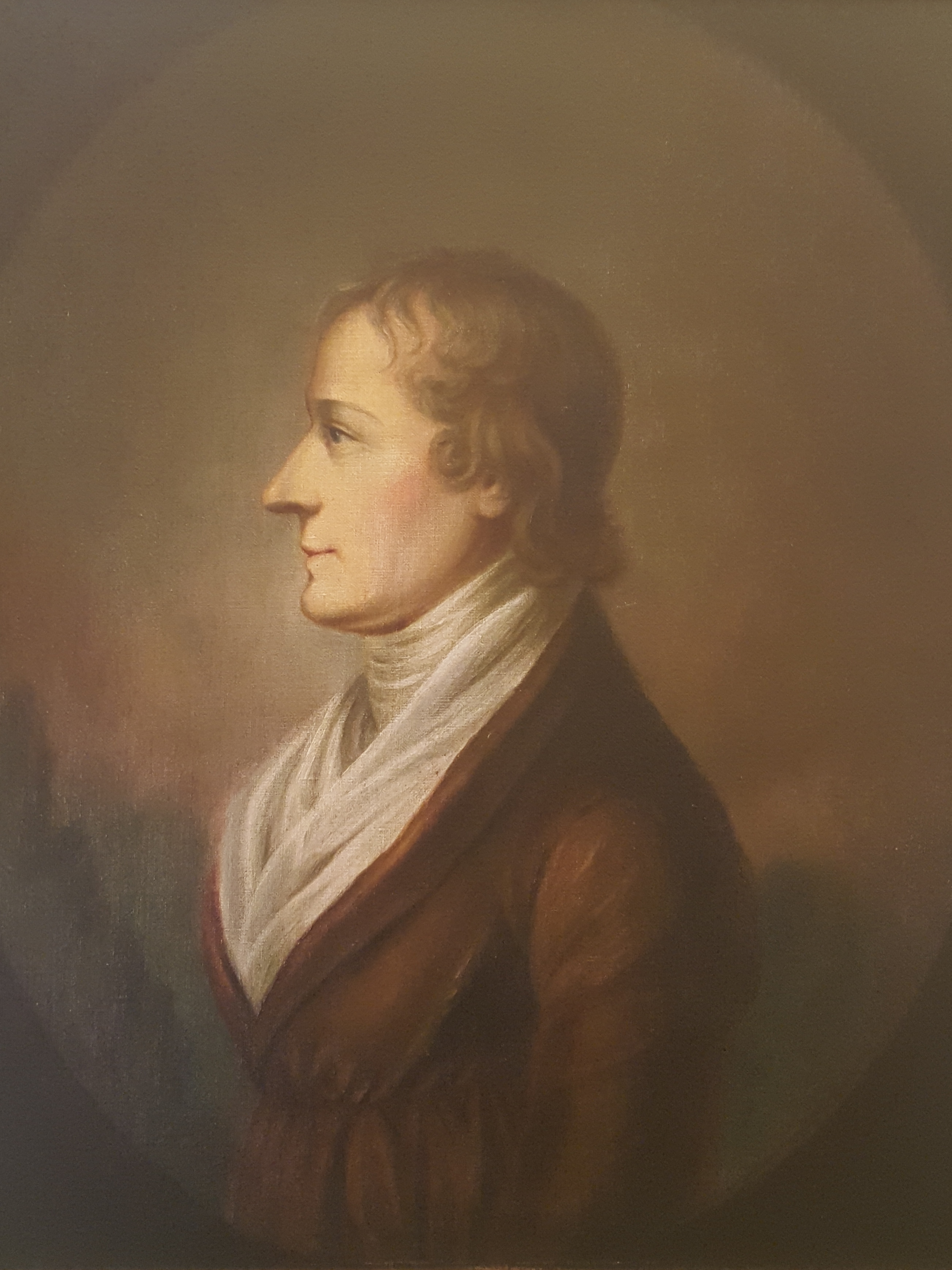
Helene Charlotte von Lestwitz, genannt von Friedland, um 1800; Rochow-Museum Reckahn

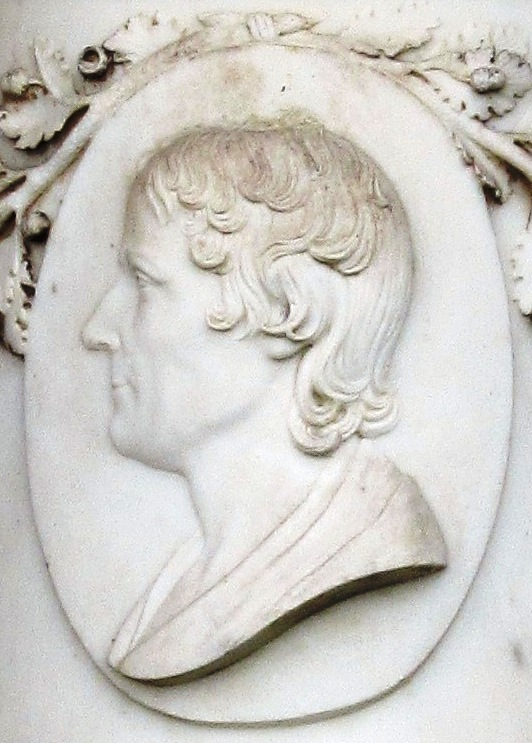
Helene Charlotte von Friedland, Bildhauer Heinrich Enrico Keller

Helene Charlotte von Friedland (* 18. November 1754 in Breslau; † 23. Februar 1803 in Kunersdorf) war eine brandenburgische Adlige und Gutsherrin, bekannt auch als Frau von Friedland und Herrin von Schloss Kunersdorf.

## Leben
Helene Charlotte von Friedland wurde am 18. November 1754 als Helene Charlotte von Lestwitz geboren. Sie war die Tochter des preußischen Generalmajors Hans Sigismund von Lestwitz und der Catharina Charlotte von Tresckow (* 1734; † 1789). Im Alter von 16 Jahren heiratete sie am 10. Februar 1771 Adrian Heinrich von Borcke (* 1736; † 1791), der damals am sächsischen Königshof in Dresden preußischer Gesandter war. Später ging er nach Stockholm.
1772 wurde die Ehe annulliert, nachdem Borcke Ehebruch begangen hatte. Zuvor hatte Helene Charlotte von Friedland eine Tochter geboren, Henriette Charlotte, spätere Gräfin von Itzenplitz. König Friedrich Wilhelm II. hatte der Geschiedenen den Namen „von Friedland“ gegeben, um die Belastung durch die gescheiterte Ehe einzuschränken. Das Lestwitzsche Wappen führte von Friedland weiterhin. Sie zog von Dresden in ihre Heimat zurück und lebte wieder auf Schloss Kunersdorf bei Bliesdorf. Dort widmete sie sich vorrangig der Erziehung ihrer Tochter und der intellektuellen Fortbildung ihres Geistes.
Als ihr Vater, General von Lestwitz, 1788 verstarb, übernahm sie die Bewirtschaftung der Lestwitzschen Güter. Um die Arbeit auf eine festere finanzielle Grundlage zu stellen, verkaufte sie ihren gesamten Schmuck und andere Wertgegenstände.
Von Friedland versuchte, von ihren Gutsnachbarn und der Landbevölkerung als Frau akzeptiert zu werden und kämpfte im kleinen für Emanzipation.
1799 besuchten sie in Kunersdorf Albrecht Daniel Thaer und Kammerherr von Mandelsloh, 1801 wiederholte Thaer auf ihre Einladung diese Reise.
General Friedrich August Ludwig von der Marwitz auf Friedersdorf schrieb über Helene Charlotte von Friedland:

„Das meiste in der Landwirtschaft – ungefähr alles, was ich nicht schon aus der Kindheit wußte und nachher aus der Erfahrung erwarb – habe ich von einer sehr merkwürdigen Frau in unserer Nachbarschaft gelernt, von einer Frau von Friedland. Als ich sie kennenlernte (1802), war sie ungefähr zwölf Jahre im Besitz der Güter und führte alles mit beispielloser Ausdauer und Umsicht. Es waren sechs große Wirtschaften, die sie selbst leitete; Unterbeamte hatte sie keine andern als Bauern, die sie selbst dazu gebildet hatte. Nicht nur war der Ackerbau im blühendsten Zustande, sondern sie hatte ihre Wälder aus sumpfigen Niederungen auf bisher öde Berge versetzt, diese Niederungen aber in Wiesen verwandelt, und so in allen Stücken. Ein solches Phänomen war natürlicherweise weit und breit verschrien. Man sagte, sie ritte auf den Feldern umher (das war wahr) und hätte beständig die Peitsche in der Hand, womit sie die Bauern zur Arbeit treibe – das war erlogen. Ich fand im Gegenteil eine wahre Mutter ihrer Untergebenen in ihr. Wo sie sich sehen ließ, und das war den ganzen Tag bald hier, bald dort, redete sie freundlich mit ihnen, und den Leuten leuchtete die Freude aus den Augen. Aber gehorchen mußte alles. Sie war aber nicht bloß eine Landwirtin, sondern eine höchst geistreiche und in allen Dingen unterrichtete Frau. Ich schulde ihr sehr viel.“

Albrecht Daniel Thaer schilderte sie folgendermaßen: „Auf der Gränze ihrer Herrschaft kam uns Frau von Friedland, die merkwürdigste Frau, die wol je existirt hat, im vollen Trabe entgegen, sprang vom Pferde, und setzte sich zu uns in den Wagen. Nun ging es in vollem Gallop über Dämme und Gräben weg. Wir fuhren vier volle Stunden von einem Orte zum andern. Fünf bis sechs Verwalter, Schreiber etc. waren immer neben und hinter dem Wagen und mußten bald eine Heerde Schaafe oder Schweine herbeiholen.“
Diese Schilderung deuten bereits den Punkt an, worin von Friedland ganz besonders hervorragte: Ihr Organisations- und Erziehungstalent, ihre Gabe, Leute aus dem Bauernstand zu treuen und tüchtigen Verwaltern, Förstern und Jägern heranzubilden. Ihr Organisations- und Verwaltungstalent machte sie im märkischen Oderland beliebt und bekannt. Konflikte löste sie in der Regel selbst. So focht sie 1794 mit der Gemeinde Quilitz einen Rechtsstreit wegen der Fischereirechte auf dem Kietzer See aus.
Sie starb im Alter von 48 Jahren am 23. Februar 1803 an den Folgen einer Lungenentzündung, die sie sich beim Brandlöschen in Wuschewier zugezogen hatte. Sie ist auf dem Erbbegräbnis der Familie von Lestwitz-Itzenplitz in Bliesdorf, Ortsteil Kunersdorf, bestattet.